# Сюньтянь
Сюньтянь (кит. спр. 순天, піньїнь: Xuntian, буквально «Небесний вартовий») — китайський автономний орбітальний модуль з оптичним телескопом, що будується під координацією Китайського національного космічного управління. Планується, що він буде обертатись навколо Землі по тій самій орбіті, що і китайська космічна станція. Діаметр головного дзеркала - 2.2 м, а ширина огляду планується в 300-350 разів більша ніж телескопу Хаббла.
«Сюньтянь» буде забезпечений власними двигунами та планується, що за необхідності зможе причалювати до модульної станції для обслуговування та заміни наукових приладів. Створюється для фундаментальних досліджень у галузі астрономії та астрофізики (утворення та еволюція галактик, пошуки темної матерії та прихованої маси, космологія).

## Запуск
Сюньтянь планується до запуску в 2026 році ракетою-носієм Великий похід-5 на спільну з китайською станцією "Тяньгунь" орбіту з дещо іншою фазою орбіти, що дозволить періодично пришвартовуватись до станції для обслуговування. 